# 520 Fifth Avenue
520 Fifth Avenue ist ein in Bau befindlicher Wolkenkratzer mit gemischter Nutzung in Manhattan in New York City. Das vom Architekturbüro Kohn Pedersen Fox entworfene Hochhaus ist mit seiner Höhe von 305,4 m das zweithöchste Gebäude nach dem Empire State Building an der Fifth Avenue sein.

## Beschreibung
Der Wolkenkratzer 520 Fifth Avenue steht im Herzen von Midtown Manhattan an der Nordwestecke Fifth Avenue und West 43rd Street. Einen Block südlich befinden sich an der 42nd Street unter anderem der Bryant Park, die New York Public Library, das W. R. Grace Building und der historische Wolkenkratzer 500 Fifth Avenue. Das Grand Central Terminal und der 427 m hohe Wolkenkratzer One Vanderbilt sind nur zwei Blocks östlich entfernt.
Schon lange vor dem Bau von 520 Fifth Avenue gab es Pläne, auf dem Grundstück einen Wolkenkratzer zu errichten. Nach dem Abriss der drei auf dem Baugelände befindlichen Gebäude plante im Jahr 2014 die Immobilienfirma Thor Equities den Bau eines 71-stöckigen und 280 m (920 Fuß) hohen Wolkenkratzers auf einem dreistöckigen Einzelhandelspodest nach Entwürfen von Handels Architects. Thor ließ von dem Projekt ab und verkaufte das Grundstück 2015 für 325 Millionen US-Dollar an die Firmen Ceruzzi Properties und SMI USA, die den Wolkenkratzer nach dem gleichen Entwurf von Handels Architects errichten wollten. Nachdem beide Firmen mit den Darlehen in Zahlungsschwierigkeiten gerieten, erwarb 2019 das Immobilieninvestment-Unternehmen Rabina Properties das Baugrundstück.
Rabina legte Anfang 2021 einen neuen Entwurf des Architekturbüros Kohn Pedersen Fox vor. Der Wolkenkratzer ist 305,4 m (1002 Fuß) hoch und besitzt 76 Etagen, die eine unterbrochene Nummerierung bis 88 haben. Er ist mit Stand Oktober 2024 das 18-höchste Gebäude der Stadt und beherbergt 100 Eigentumswohnungen, Büro- und Einzelhandelsflächen sowie Freizeiteinrichtungen für die Bewohner. Das Gebäude verjüngt sich nach oben mit einer Reihe von Rücksprüngen, auf denen privat nutzbare Terrassen angelegt sind oder die ein gläsernes Dach für darunter liegende Wohnräume bilden. Die Fassade besteht nahezu komplett aus mit Terrakotta eingerahmten raumhohen Bogenfenstern. Geplant sind auf den ersten drei Etagen Geschäfte, Gastronomie und der private Club „Moss“, drei separate Lobbys für den Club, die Büros und die Wohnungen, darüber Büroeinheiten und ab der 42. Etage Wohnungen sowie Freizeiteinrichtungen.
Die Bauarbeiten begannen Ende 2021 und 2022 wurde das Fundament fertiggestellt. Ab Anfang 2023 wurden die oberirdischen Etagen errichtet. Ende 2023 erreichte das Bauwerk etwa seine halbe Höhe und bei den unteren Etagen wurde mit der Montage der Fassadenelemente begonnen. Seine endgültige Höhe erreichte es Ende Oktober 2024 (topped out) und im Juni 2025 fand der Abschluss der Fassadenmontage statt. Der geplante Fertigstellungstermin des Wolkenkratzers ist der 1. Juni 2026.

## Galerie

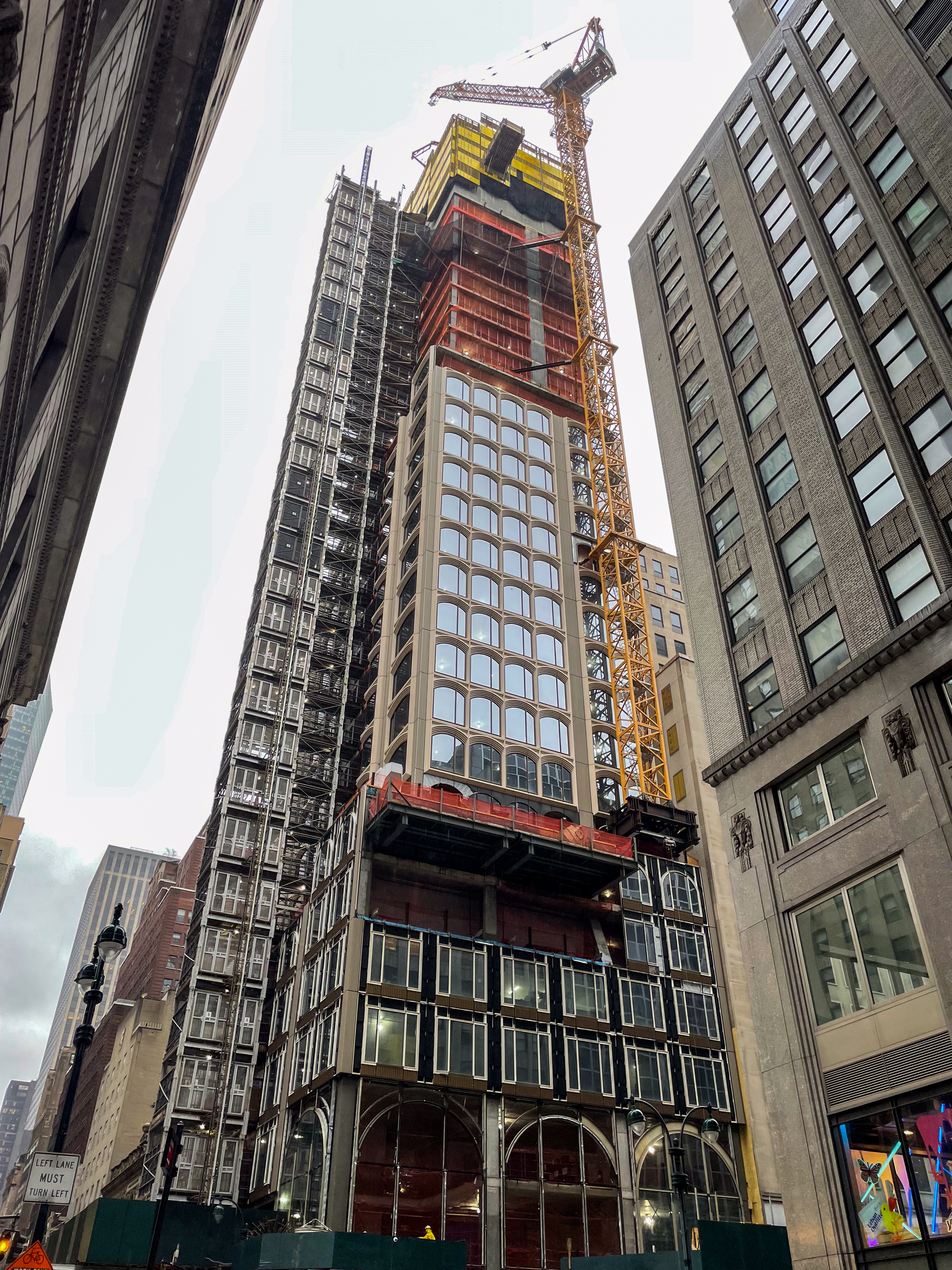
Bauphase im März 2024,
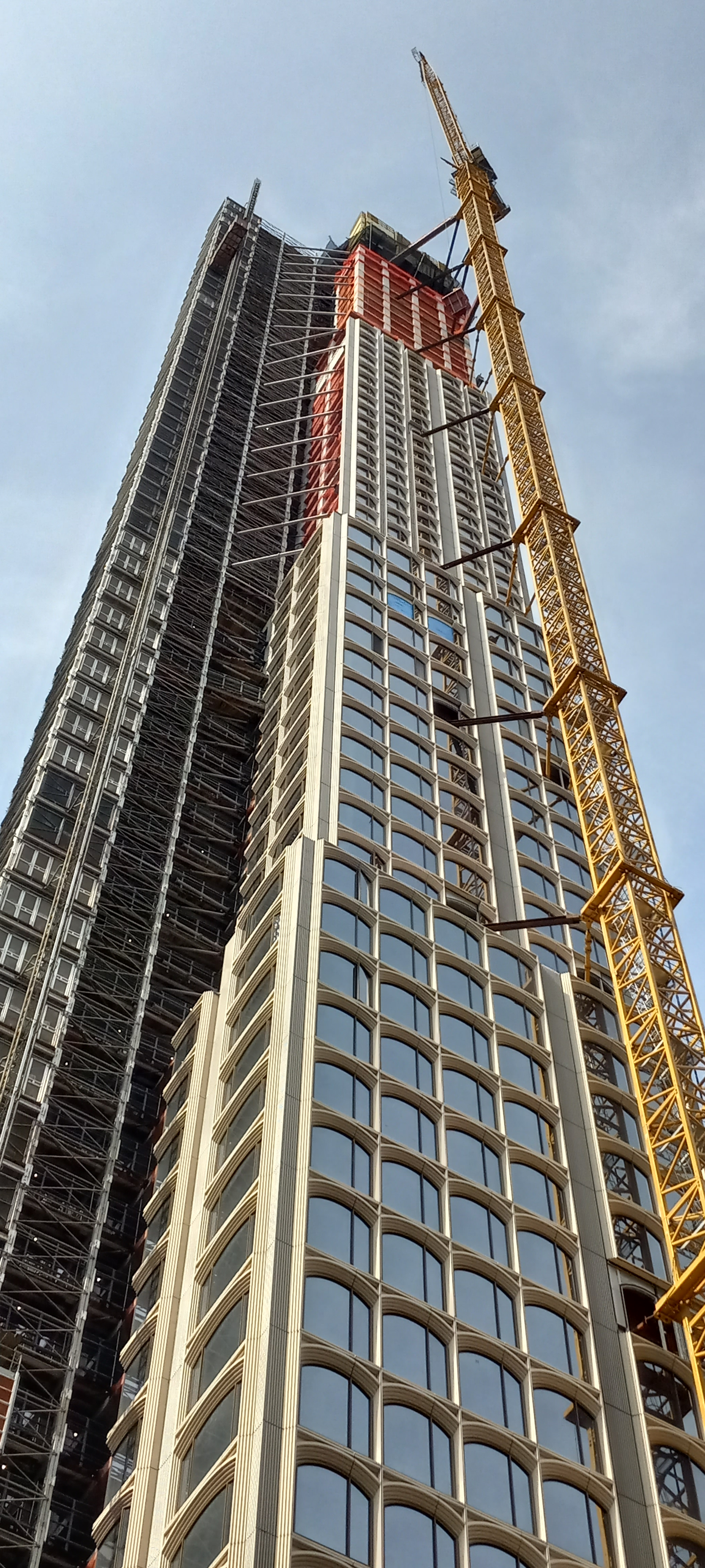
im September 2024,
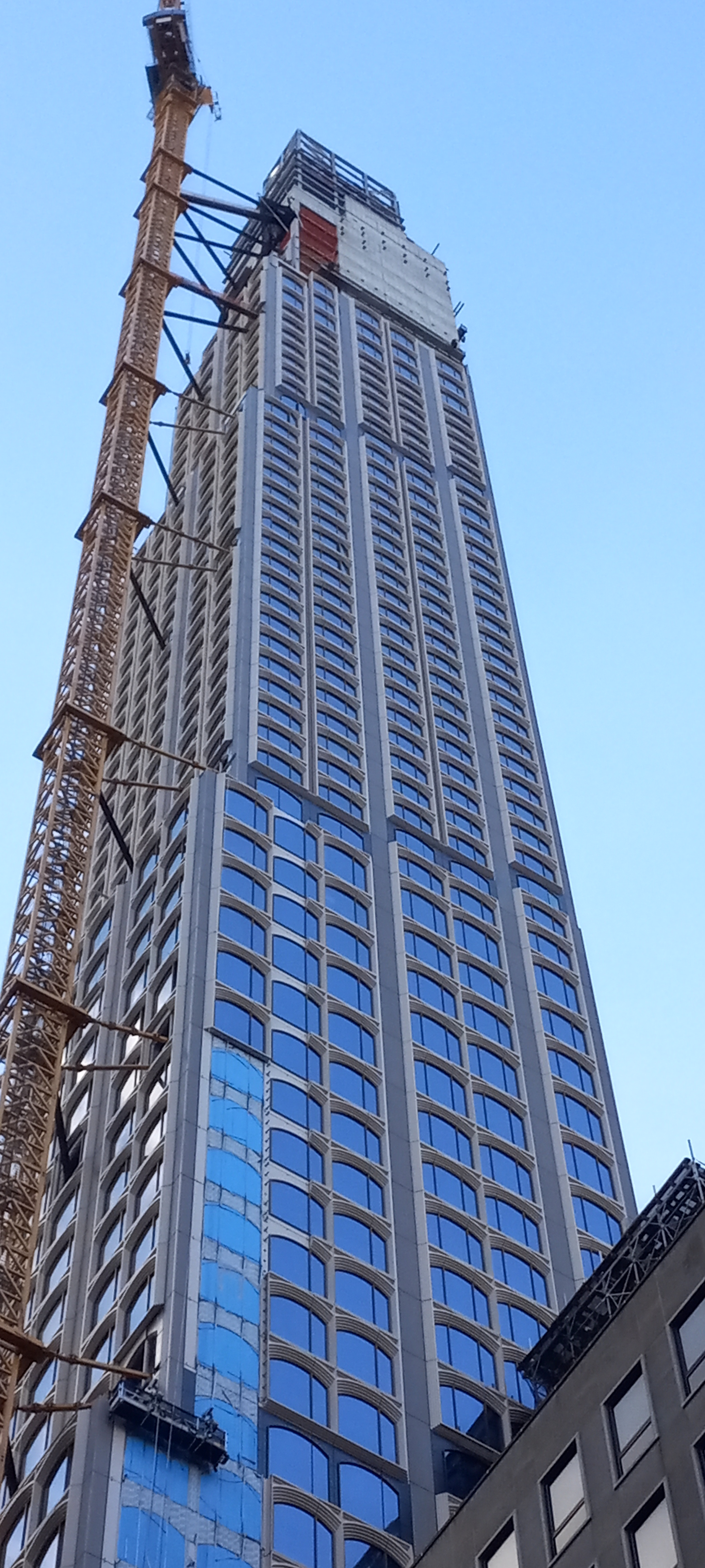
… und im Januar 2025.